# Nuestra Señora de Budslau

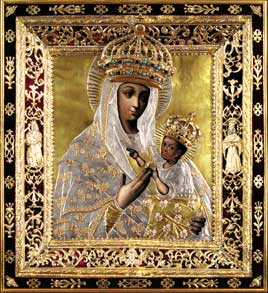
Nuestra Señora de Budslaw en Bielorrusia

Nuestra Señora de Budslau, o Budslaŭ, o Butslau es una advocación sobre la aparición de la Virgen María en Budslaŭ Bielorrusia, desde el siglo XVI, para lo cual un ícono la representa y un santuario fue construido en el lugar donde los peregrinos de todas partes acuden anualmente a ése lugar siendo el santuario mariano de Bielorrusia y la patrona nacional.
El catolicismo conmemora su festividad el 2 de julio.

## La Aparición y milagros
En 1530 los monjes Bernardos construyen una capilla de madera en Butslau, mismos que procedían de Vilna. En 1588 la Virgen María se apareció a un grupo de creyentes el 2 de julio, en Budslaŭ y de inmediato un icono de la Madre de Dios fue pintado por ese motivo alcanzando gran celebridad por el sinfín de milagros que se le atribuyen. En 1617 el mismo día se curó a dos miembros de una familia: uno de ceguera el niño de 5 años Josafat Tyszkiewics, quien posteriormente se convirtió en sacerdote carmelita y Reginald Tyszkiewicz de epilepsia que la padeció, durante 7 años. El abad E. Zyalevich Zodíaco recogió 42 testimonios de recuperaciones milagrosas quien los registro en 1650. Además, incluyó la recuperación de la libertad del capitán de Polock, Janus Kiszka quien hizo su plegaria ante la virgen de su amigo Lukas Vladovsky mismo que después se convirtió en patrocinador de la iglesia de piedra en 1633-1643. Durante la guerra ruso-polaca (1645 – 1677) el ícono fue trasladado a la ciudad de Sokólka (Byalystok).
Un santuario fue construido en el lugar y convertido en centro religioso nacional. Peregrinos de todas partes acuden a su celebración anualmente siendo uno de las advocaciones más milagrosas según la diócesis de Vilna.

## El santuario
En 1591 se consagra una pequeña iglesia de madera con la advocación de la Visitación de la Santísima Virgen María. El 28 de agosto de 1633 se inicia la construcción de la primera iglesia de piedra y diez años después se concluye bajo el patrocinio de Kiszka y la dirección de Andew Kromer para que el 9 de julio de 1943, se consagrara a la Asunción de la de la Santísima Virgen María, habiendo colocado el ícono en un altar de madera único.  
El claustro continúa funcionando y el 29 de julio de 1767, se amplía la construcción logrando una basílica, volviéndola a consagrar a la Asunción de María. El 9 de diciembre de 1787 Budslau, se convierte en parroquia. En 1858 se abandona el claustro y la parroquia sigue funcionando. En 1863 el lugar es saqueado y desmantelado por tropas del zar de Rusia, Alejandro II, para ser recuperado, restaurado y renovado entre 1919 y 1939. Con la instauración del comunismo y el dominio de la Unión Soviética, el culto es prohibido, se instaura la persecución religiosa y las instalaciones abandonadas. Tras la caída del Muro de Berlín y la aplicación de la Perestroika, en 1990 se renueva y restauran los templos de la región incluyendo el santuario de Budslau recuperado por Loukachevitch. El 2 de julio de 1992, se organiza de nuevo la primera peregrinación después de muchos años. El 2 de julio de 1996  tras un anuncio papal en Roma, se anunció a Nuestra Señora de Budslau como patrona de la arquidiócesis católica romana de Minsk - Mohilev. Ese año regresan los bernardinos y toman posesión y custodia del santuario, siendo a la fecha un monumento histórico nacional. Se agregó entonces una casa parroquial misma que también se le reconoce por su rica arquitectura.
El Papa Juan Pablo II emitió el decreto pontificio “Inter paroeciales” que elevó el santuario de este icono a la categoría de Basílica Menor el 11 de junio de 1993.

## El ícono
El ícono está Inscrito en 2018 en la Lista del Patrimonio Cultural Inmaterial de la Humanidad, sin embargo, se tiene noticia de él, desde 1595. En 1598, el papa Clemente VIII respaldó la imagen para combatir la herejía del calvinismo. El ícono se custodia como reliquia que obra milagros, sin embargo, se desconoce al autor. La Madre de Dios tiene en su brazo izquierdo al Niño Jesús. Ambos parecen de tez morena.
Fue obsequiado al papa Clemente VIII. Años después el papa donó, en honor a su conversión al catolicismo romano al jefe militar Jan Dominikowicz Pac, que luego lo traspasó al sacerdote Isaac Skalai y en 1613 al monasterio Bernardino de Budslav.

## La celebración
Peregrinos, acuden por miles, el primer fin de semana de julio ya que el 2 de julio de cada año se celebra la festividad, en el Santuario Nacional de Budslau situado en la región de Minsk, conservado desde entonces en esta localidad, desde hace siglos, a la fiesta religiosa del pueblo de Budslaŭ, para participar en las celebraciones en honor a la virgen patrona de los bielorrusos, y vienen de todos los rincones de Bielorrusia (Belarús) y otros países. Algunos penitentes recorren todo cierta trayectoria a pie.
Las festividades religiosas comprenden: la acogida de los peregrinos por parte de sacerdotes, la celebración de misas, la procesión nocturna con la virgen a la luz de cirios, una vigilia de oraciones para los jóvenes y oficios de plegarias a la Madre de Dios.
Entre los depositarios de este elemento del patrimonio cultural, que es parte integrante de la historia y tradiciones del pueblo, figuran representantes de todas las clases sociales y franjas de edad de sus vecinos. La fiesta atrae a creyentes de todas las edades por familias enteras, lo que contribuye a fortalecer los vínculos entre las distintas generaciones. Orgullosos de su reliquia, los habitantes de Budslaŭ son los que preservan y transmiten los conocimientos y prácticas tradicionales inherentes a las celebraciones. Además, acogen a los peregrinos en sus hogares y les invitan a compartir su mesa, haciendo así que éstos conozcan a fondo las costumbres típicas de la localidad en materia de culto religioso, artesanía y gastronomía.  